# Mocne punkty obrazu

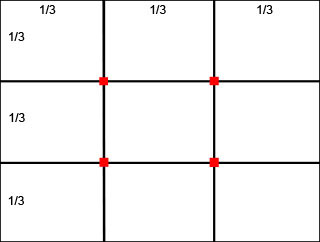
4 mocne punkty w fotografii

Mocne punkty obrazu, zasada mocnych punktów obrazu – jedna z teorii dotyczących zagadnień kompozycyjnych w grafice, fotografii itp. Określa w projekcie graficznym te miejsca w obrazie, które najsilniej oddziałują na odbiorcę. Jeśli poprowadzimy dwie linie dzielące obraz w pionie na 3 równe części i takie same dwie linie w poziomie to na przecięciu tych linii otrzymamy właśnie 4 mocne punkty.
Według tej teorii są to miejsca, w które patrzący spogląda najpierw. Powinny tam znajdować się elementy najbardziej zwracające uwagę, gdyż decydują o tym, czy dzieło zatrzyma obserwatora na dłużej, a przez to zainteresuje go także resztą obrazu.
Sugeruje również, iż należy unikać umieszczania najważniejszych akcentów w samym środku obrazu (kompozycja centralna), ponieważ może on wydać się wtedy nudny, banalny, statyczny i skupiający widza tylko w jednym, centralnym miejscu, a przez to odwracający uwagę od reszty powierzchni.
Eksploatować można jeden lub kilka mocnych punktów. Dwa mogą być obok siebie lub po skosie. Sugeruje się unikanie wykorzystywania wszystkich czterech mocnych punktów, bo może to przypominać kompozycję centralną.